# Wileńska Młodzież Patriotyczna
Wileńska Młodzież Patriotyczna (lit. Vilniaus Patriotinis Jaunimas) – organizacja założona w 2012 roku przez polską mniejszość na Wileńszczyźnie, mająca na celu pielęgnację polskiego dziedzictwa kulturowego oraz pamięci o polskiej historii regionu. 

## Historia i współczesność
Wileńska Młodzież Patriotyczna (WMP) powstała w 2012 roku jako dobrowolne zrzeszenie młodych ludzi, mające na celu działalność na rzecz zachowania i rozwoju polskich tradycji oraz idei narodowej na Wileńszczyźnie, kultywowania więzi z Polakami w Koronie oraz innych państwach, jak również promowanie polskiej kultury, aktywizowanie społeczne młodego pokolenia Polaków i budowanie wartości polskiej wspólnoty. Inspiracją do powstania organizacji były protesty przeciwko ustawie o szkolnictwie, wprowadzonej przez rząd Andriusa Kubiliusa, ograniczającej prawa Polaków na Litwie. WMP została kołem wileńskiego oddziału Związku Polaków na Litwie.
W 2013 roku WMP rozpoczęła opiekę nad cmentarzem na Rossie. Organizacja włączyła się w wileńskie obchody dnia żołnierzy wyklętych. W 2015 roku organizowała konkurs Wywieś polską flagę 11 listopada, zgarnij nagrody!. W marcu 2018 z inicjatywy WMP przy wsparciu polskiej ambasady na Litwie rozpoczęto realizację projektu „Wileńskie Siłaczki”, którego celem było utrwalenie w formie krótkich filmów historii kobiet z Wileńszczyzny, które przeżyły wojnę. Rok później przedstawiciele WMP oddawali honorowo krew w hołdzie powstańcom styczniowym.  W tym samym roku rozpoczęły się w Wilnie organizowane przez WMP oraz ambasadę RP obchody 75. rocznicy operacji „Ostra Brama”, próby wyzwolenia Wilna przez Armię Krajową spod okupacji nazistowskiej przed wkroczeniem wojsk sowieckich.
WMP brała udział w upamiętnieniach Józefa Piłsudskiego i Jana Pawła II na Wileńszczyźnie. Założycielem i prezesem honorowym WMP jest Rajmund Klonowski. Obecnie funkcję prezesa organizacji pełni Marlena Paszkowska, radna rejonu wileńskiego z listy AWPL-ZChR.